# Freestyle agli VIII Giochi asiatici invernali - Gobbe maschile
La gara delle gobbe maschili si è svolta il 26 febbraio 2017 alla Bankei Ski Area di Sapporo in Giappone.

## Risultati

### Qualificazioni
| Rank | Atleta                    | Punt. |
| ---- | ------------------------- | ----- |
| 1    | Dmitriy Reiherd           | 85.21 |
| 2    | Daichi Hara               | 82.80 |
| 3    | Kim Ji-hyon               | 81.71 |
| 4    | Ikuma Horishima           | 81.38 |
| 5    | Choi Jae-woo              | 81.15 |
| 6    | Pavel Kolmakov            | 79.16 |
| 7    | Dmitriy Barmashov         | 79.09 |
| 8    | Kosuke Sugimoto           | 78.13 |
| 9    | Motoki Shikata            | 77.86 |
| 10   | Seo Myung-joon            | 76.81 |
| 11   | Cooper Woods-Topalovic    | 76.61 |
| 12   | Ben Matsumoto             | 66.50 |
| 13   | Ning Suning               | 62.23 |
| 14   | Shi Songhao               | 58.47 |
| 15   | Wang Haoran               | 56.86 |
| 16   | Guo Xiangru               | 55.90 |
| 17   | Bayanmönkhiin Orkhontamir | 10.60 |
| 18   | Ragchaagiin Tüvshinbayar  | 1.13  |
| —    | Robert Worachai Pinsent   | DSQ   |

### Finale 1
| Rank | Atleta            | Punt. |
| ---- | ----------------- | ----- |
| 1    | Ikuma Horishima   | 85.79 |
| 2    | Dmitriy Reiherd   | 85.38 |
| 3    | Choi Jae-woo      | 84.63 |
| 4    | Motoki Shikata    | 84.48 |
| 5    | Seo Myung-joon    | 82.85 |
| 6    | Daichi Hara       | 82.23 |
| 7    | Kosuke Sugimoto   | 82.10 |
| 8    | Kim Ji-hyon       | 81.04 |
| 9    | Dmitriy Barmashov | 73.32 |
| 10   | Pavel Kolmakov    | 71.62 |

### Finale 2
| Rank | Atleta          | Punt. |
| ---- | --------------- | ----- |
| 1    | Ikuma Horishima | 90.35 |
| 2    | Choi Jae-woo    | 88.55 |
| 3    | Dmitriy Reiherd | 85.69 |
| 4    | Daichi Hara     | 84.06 |
| 5    | Motoki Shikata  | 83.92 |
| 6    | Seo Myung-joon  | 80.87 |